# Jamal Khashoggi
Jamal Ahmad Khaixoggi (àrab: جمال خاشقجي, Jamāl Ḫāxuqjī) (Medina, 13 d'octubre de 1958 - Istanbul, 2 d'octubre de 2018) va ser un periodista saudita i columnista d'opinió al The Washington Post, autor i exdirector i redactor en cap del canal de notícies Al-Arab News Channel. També va treballar com a redactor del diari saudita Al-Watan, considerada una plataforma per als progressistes saudites.
Khaixoggi va fugir de l'Aràbia Saudita el setembre de 2017 i des d'aleshores va escriure articles periodístics crítics amb el govern de Riad. Khaixoggi va ser un crític del príncep hereu de l'Aràbia Saudita, Mohammad bin Salman, i del seu rei, Salman bin Abdulaziz. També va ser crític amb l'intervenció militar saudita al Iemen.

## Mort
Khaixoggi va entrar al consolat de l'Aràbia Saudita a Istanbul el 2 d'octubre de 2018, però no en va sortir. Com a conseqüència de les notícies que deien que havia estat assassinat i esquarterat dins el consolat, inspectors turcs i saudites van realitzar una inspecció dins de l'edifici el 15 d'octubre. Inicialment el govern saudita va negar la mort del periodista, al·legant que Khaixoggi va abandonar el consolat viu, però el 20 d'octubre admeteren que Khaixoggi va morir al consolat, i indicaren que fou com a conseqüència d'una baralla. Més tard encara l'Aràbia Saudita va anunciar que havia detingut 18 persones implicades en l'assassinat.
Fonts turques apunten a l'existència d'enregistraments d'àudio que demostrarien que va ser torturat i assassinat per degollament, i posteriorment el seu cos va ser esquarterat amb una serra.
La seva convulsa mort va comportar moviments diplomàtics a tot el món, com ara la petició per part d'Alemanya, el mateix mes d'octubre de 2018, perquè tots els països de la Unió Europea suspenguessin la venda d'armes a l'Aràbia Saudita.
Es van filtrar uns àudios on el polèmic hereu de la corona saudita manifesta el seu desig de disparar al periodista.
Investigacions posteriors van revelar la utilització del programaria espia Pegasus en l'entorn del periodista que hauria facilitat el control de les seves activitats necessari per a consumar el seu assassinat.